# Clyde (nome)
Clyde  è un nome proprio di persona inglese maschile.

## Origine e diffusione

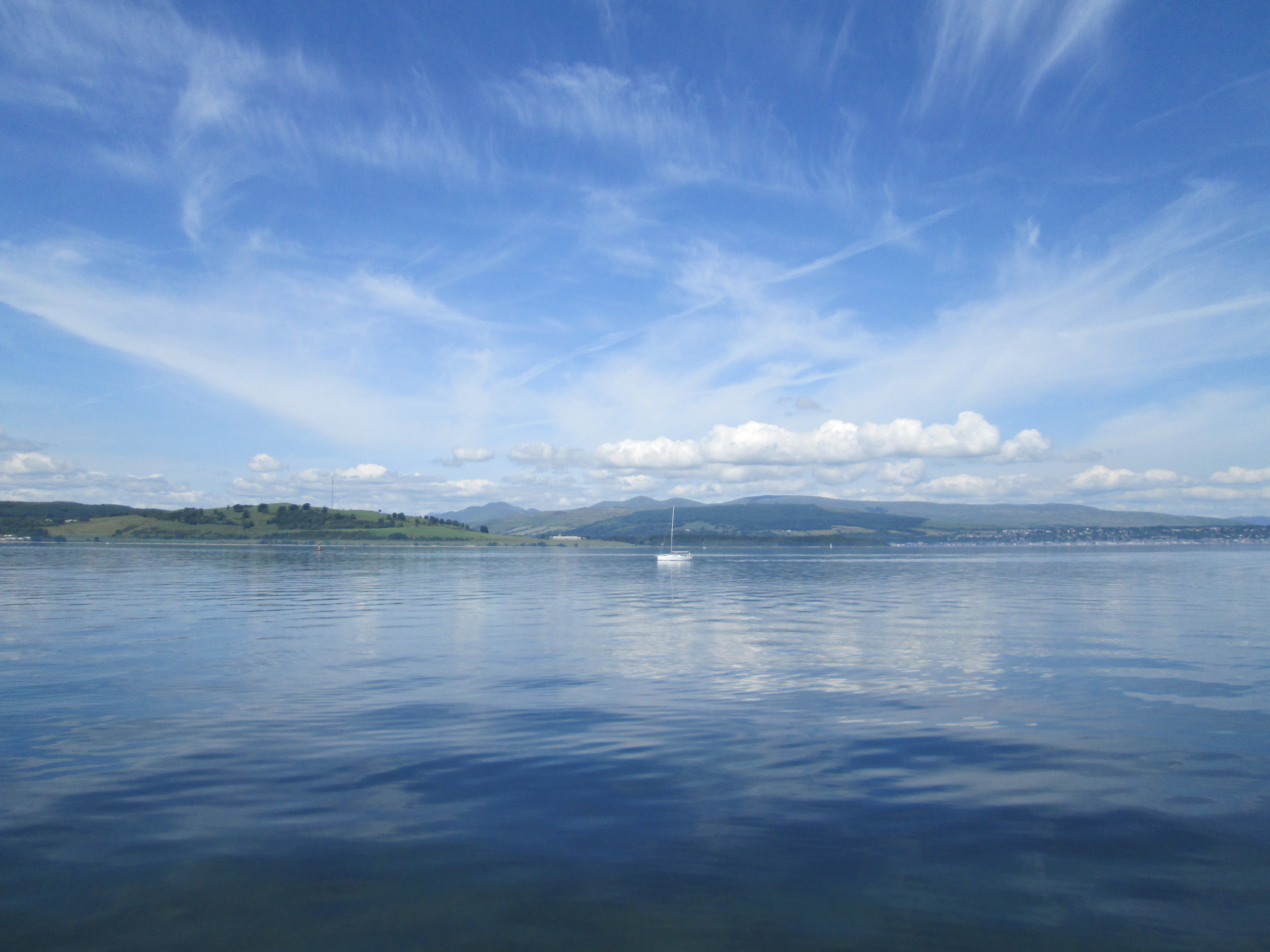
Il fiume Clyde visto da Greenock

Si basa sul nome del Clyde, un fiume della Scozia, o su un cognome da esso derivato, quindi fa parte di quella nutrita schiera di nomi ispirati ai fiumi, insieme con Nilo, Eridano, Giordano, Sabrina, Shannon e Volturno.
Il toponimo "Clyde" è di origine ignota, probabilmente celtica. Secondo alcune ipotesi, sarebbe legato ad un termine imparentato con il latino cloaca, e avrebbe il letterale significato di "pulente", "che pulisce", mentre secondo altre ricostruzioni sarebbe da ricondursi a kluto ("fama", "notorietà") o klus ("sentire"; le cascate del Clyde sono molto rumorose), due termini derivati dalla stessa radice. Nel periodo di dominazione romana, il fiume era chiamato "Clota", che era probabilmente anche il nome di una dea fluviale ad esso associata.
L'uso come nome proprio di persona prese il via negli Stati Uniti, a metà del XIX secolo, forse in onore di sir Colin Campbell che venne nominato "Barone di Clyde" nel 1858. Ebbe il suo picco di popolarità tra il 1890 e il 1910, poi il suo utilizzo calò drasticamente; a ciò potrebbe essere dovuto lo slang diffusosi dagli anni quaranta clyde, indicante una persona seriosa e poco portata per la cultura e la musica pop.

## Onomastico
Non esistono santi che portano questo nome, che quindi è adespota. L'onomastico può essere festeggiato in occasione di Ognissanti, il 1º novembre.

## Persone

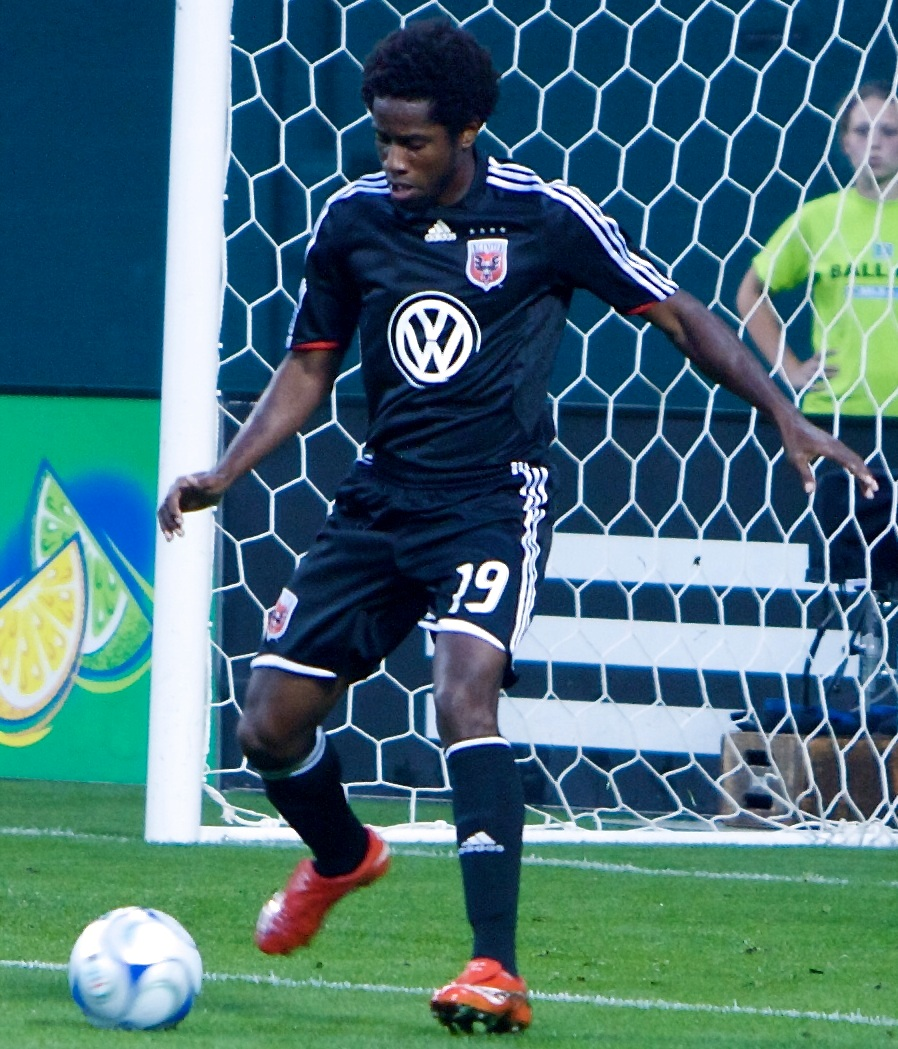
Clyde Simms

- Clyde Elmer Anderson, politico statunitense
- Clyde Austin, cestista statunitense
- Clyde Barrow, criminale statunitense
- Clyde Bradshaw, cestista statunitense
- Clyde Bruckman, scrittore, sceneggiatore e regista cinematografico statunitense
- Clyde Vernon Cessna, aviatore e progettista statunitense
- Clyde Cowan, fisico statunitense
- Clyde Dickey, cestista statunitense
- Clyde Drexler, cestista e allenatore di pallacanestro statunitense
- Clyde Geronimi, regista, animatore e fumettista statunitense
- Clyde Hart, allenatore di atletica leggera statunitense
- Clyde Hart, pianista e arrangiatore statunitense
- Clyde Kluckhohn, antropologo statunitense
- Clyde Lee, cestista statunitense
- Clyde Leon, calciatore trinidadiano
- Clyde Lovellette, cestista statunitense
- Clyde Mayes, cestista statunitense
- Clyde Purnell, calciatore britannico
- Clyde Simms, calciatore statunitense
- Clyde Tolson, funzionario statunitense
- Clyde Tombaugh, astronomo statunitense
- Clyde Turner, giocatore di football americano statunitense

## Il nome nelle arti
- Clyde Decker è un personaggio della serie televisiva Chuck.
- Clyde Donovan è un personaggio della serie animata South Park.
- Clyde McBride è un personaggio della serie A casa dei Loud.
- In Pac-Man, esiste un fantasma arancione di nome Clyde.